# John Keller
John Frederick Keller (Page City, 10 novembre 1928 – Great Bend, 6 ottobre 2000) è stato un cestista statunitense, attivo nella NCAA e campione olimpico nel 1952.

## Palmarès
- Campione NCAA (1952)